# 10288 Saville
10288 Saville este un asteroid din centura principală de asteroizi.

## Descriere
10288 Saville este un asteroid din centura principală de asteroizi. A fost descoperit pe 28 noiembrie 1983 la Stația Anderson Mesa de Edward L. G. Bowell. Asteroidul prezintă o orbită caracterizată de o semiaxă mare de 2,33 ua, o excentricitate de 0,25 și o înclinație de 9,3° în raport cu ecliptica.